# 海湖駅
海湖駅（かいこえき）は台湾桃園県蘆竹郷（現在の桃園市蘆竹区）にかつてあった台湾鉄路管理局林口線の駅。林口線で試験的に運行された旅客列車の終着駅で、付近の海湖マンションを主な対象客としていた。

## 歴史
- 2009年8月10日 - 旅客列車が本駅までの延長運転開始[1][2]。
- 2012年12月28日 - 林口線で最後の旅客列車が運行され[3]、翌日で廃止。

## 駅構造
- 単式ホーム1面1線の地上駅で無人駅だった。踏切の長時間閉鎖を防ぐ為に、旅客列車は終点の本駅に到着後に更に前方の折り返し点(駅北側、海山中街付近の曲線上。桃園県蘆竹郷と台北県林口郷の境界)に移動し、（待機した後に）再び本駅を発車して桃園へ向かっていた[4]。

## 隣の駅
台湾鉄路管理局
林口線（廃線）
海山駅 - 海湖駅 - 林口駅